# Kattistjärnen (Hortlax socken, Norrbotten)
Kattistjärnen är en sjö i Piteå kommun i Norrbotten och ingår i Jävreåns huvudavrinningsområde. Sjön har en area på 0,0634 kvadratkilometer och ligger 67 meter över havet.

## Delavrinningsområde
Kattistjärnen ingår i det delavrinningsområde (724159-175254) som SMHI kallar för Inloppet i Finnträsket. Medelhöjden är 109 meter över havet och ytan är 16,48 kvadratkilometer. Det finns inga avrinningsområden uppströms utan avrinningsområdet är högsta punkten. Finnträskån som avvattnar avrinningsområdet har biflödesordning 2, vilket innebär att vattnet flödar genom totalt 2 vattendrag innan det når havet efter 18 kilometer. Avrinningsområdet består mestadels av skog (75 procent) och sankmarker (11 procent). Avrinningsområdet har 0,31 kvadratkilometer vattenytor vilket ger det en sjöprocent på 1,9 procent.